# Ada pozoi
Ada pozoi es una orquídea epífita originaria de Suramérica.

## Características
Es una planta de tamaño mediano, que prefiere clima cálido a frío, su hábito es crecientemente epífita. Tiene pequeños pseudobulbos delgados, aplanados, envueltos completamente en unas 5 o 7 vainas basales con una sola hoja apical, estrechamente oblonga, elíptica y aguda. Produce una inflorescencia axilar arqueada de 30 cm de largo, con varias [de 7 a 9] flores de 6 cm de largo que surgen de un pseudobulbo maduro. Florece en la primavera.

## Distribución y hábitat
Encontrado en el este de Ecuador y el norte de Perú en los bosques nublados de montaña en alturas de 1500 a 2350 m s. n. m.

## Taxonomía
Ada allenii fue descrita por Dodson & N.H.Williams y publicado en Icones Plantarum Tropicarum 10: t. 904. 1984.
Etimología
Ver: Ada, Etimología
pozoi: epíteto que se refiere a "del Pozo" botánico ecuatoriano descubridor de las especies actuales.
Sinonimia
Los siguientes nombres se consideran sinónimos de Ada pozoi:
- Brassia pozoi (Dodson & N.H.Williams) Senghas 1997[3][4]